# Ann Christy (cantante)
Ann Christy, nacida Christianne Leenaerts (Amberes, 22 des septiembre de 1945 – Meise, 7 de agosto de 1984) fue una cantante belga que alcanzó éxito en su país natal y es conocida internacionalmente por su actuación en el Festival de la Canción de Eurovisión 1975.

## Inicios profesionales
Christy inicia su carrera con la orquesta The Adams Orchestra, cuyo batería, Marc Hoyois, se casaría con ella. Sus primeras grabaciones en solitario tuvieron poco éxito. Durante este período hizo giras por Bélgica y Francia con Salvatore Adamo. En 1968 ganó el concurso de la canción Knokke Cup.

## Festival de la Canción de Eurovisión
Christy intentó por primera vez representar a Bélgica en el Festival de Eurovisión en el año 1970 con la canción "Le temps, le vent" ("El tiempo, el viento") con la que no sobrepasó las semifinales. Volvió a intenarlo en 1971 con la canción "Dag vreemde man" ("Hola desconocido") acabando en segundo puesto. Lo intentó por tercera vez en 1973 con dos canciones, "Bye Bye" ("Adiós, adiós") acabó tercera y "Meeuwen" ("Seagulls") fue descalificada.
Christy finalmente fue seleccionada para el Festival de la Canción de Eurovisión 1975, con la canción "Gelukkig zijn" ("Afortunadamente"), el Festival tuvo lugar el 22 de marzo en Estocolmo. Christy cantó la primera parte de la canción en neerlandés y la segunda parte en inglés sung the first half of the song in Dutch and the second half in English, la canción acabó en el puesto 15º de 19 participantes.

## Carrera posterior
En 1977 Christy actuó en 152 representaciones de una adaptación musical de la obra El sueño de una noche de verano de Shakespeare en la ciudad de Malinas.
Tuvo su mayor éxito en Bélgica en 1980 con "De Roos", a versión en neerlandés de la canción de Bette Midler The Rose que aparecía en la película La rosa. En 2008 este tema encabezó una lista de 1000 clásicos votados por el público en una encusta de la emisora Radio 2.
Recopilatorios de su obra se han editado regularmente en Bélgica tras su fallecimiento.

## Fallecimiento
Christy fue diagnosticada de cáncer cervical en 1982, muriendo el 7 de agosto de 1984, a los 38 años.